# Tullio Pinelli

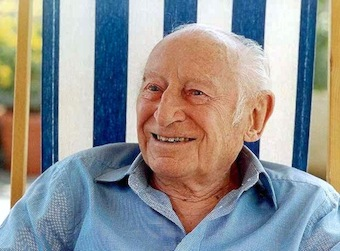
Tullio Pinelli (2002), Foto: Damian Pettigrew

Tullio Pinelli (* 24. Juni 1908 in Turin; † 7. März 2009 in Rom) war ein italienischer Schriftsteller und Drehbuchautor.

## Leben und Werk
Pinelli war ab 1944 mit an der Entwicklung des Neorealismus beteiligt und bearbeitete auch surrealistische Themen. Erste Erfolge hatte er in der Mitarbeit an Drehbüchern sowie mit Plots und Szenenvorlagen für Filme verschiedener italienischer Regisseure wie Mario Soldati, Alberto Lattuada, Roberto Rossellini und andere. Später arbeitete Pinelli an Sujets und Vorlagen für Spielfilme und schrieb zahlreiche Drehbücher, wobei er oft auch als Co-Autor tätig war.
Bekannt wurde er durch seine langjährige Zusammenarbeit mit Federico Fellini bei mehreren Drehbüchern, wie zum Beispiel für die Fellini-Filme La strada, Le notti di Cabiria und La dolce vita. Pinelli arbeitete auch mit zahlreichen anderen Regisseuren zusammen, wie beispielsweise Pietro Germi und Mario Monicelli.
Pinelli war von 1988 bis zu seinem Tod mit der französischen Schauspielerin Madeleine Lebeau (1923–2016) verheiratet, die in Filmen wie 8½ und Casablanca Nebenrollen hatte. Er verstarb 2009 im Alter von 100 Jahren.

## Auszeichnungen
- 1998: David di Donatello (italienischer Filmpreis)

## Filmografie (Auswahl)
Drehbuch
- 1945: Die Nöte des Signor Travet (Le miserie del Signor Travet)
- 1946: Bandito (Il bandito)
- 1948: Ohne Gnade (Senza pietà)
- 1948: Amore (L’amore)
- 1949: Im Namen des Gesetzes (In nome della legge)
- 1949: Die Mühle am Po (Il mulino del Po)
- 1950: Lichter des Varieté (Luci del varietà)
- 1950: Weg der Hoffnung (Il cammino della speranza)
- 1951: Jagd ohne Gnade (La città si difende)
- 1952: Die bittere Liebe (Lo sceicco bianco)
- 1952: Männer ohne Tränen (La voce del silenzio)
- 1952: Der Rebell von Tacca del Lupo (Il brigante di Tacca del Lupo)
- 1953: Die Müßiggänger (I vitelloni)
- 1953: Die Geliebte (Traviata ’53)
- 1953: Liebe in der Stadt (L'amore in città)
- 1954: La Strada – Das Lied der Straße (La strada)
- 1955: Die Schwindler (Il bidone)
- 1957: Fortunella
- 1957: Die Nächte der Cabiria (Le notti di Cabiria)
- 1960: Adua und ihre Gefährtinnen (Adua e le compagne)
- 1960: Insel der weißen Wasser (Scano boa)
- 1960: Das süße Leben (La dolce vita)
- 1961: Hörig (Senilità)
- 1961: Die Steppe (La steppa)
- 1962: Boccaccio 70 (Boccaccio 70)
- 1963: 8½ (Otto e mezzo)
- 1964: Die Puppen (Le bambole)
- 1965: Drei Gesichter einer Frau (I tre volti)
- 1965: Julia und die Geister (Giulietta degli spiriti)
- 1967: Unmoralisch lebt man besser (L'immorale)
- 1968: Galileo Galilei
- 1968: Serafino, der Schürzenjäger (Serafino)
- 1968: Wo, wann, mit wem? (Come, quando, perché?)
- 1969: Amore mio (Amore mio aiutami)
- 1972: Alfredo, Alfredo
- 1973: Amore e ginnastica
- 1975: Ein irres Klassentreffen (Amici miei)
- 1978: Reise mit Anita (Viaggio con Anita)
- 1981: Die tolldreisten Streiche des Marchese del Grillo (Il marchese del Grillo)
- 1982: Meine Freunde (Amici miei atto II)
- 1986: Ginger und Fred (Ginger e Fred)
- 1985: Christopher Columbus
- 1986: Hoffen wir, daß es ein Mädchen wird (Speriamo che sia femmina)
- 1990: Die Stimme des Mondes (La voce della luna)
- 1992: Mit Schwert und Leidenschaft (De terre et de sang)

Auftritte
- 1997: L’uomo dal sigaro in bocca (Dokumentationskurzfilm)
- 2002: Fellini: Je suis un grand menteur (Dokumentationsfilm, Biografie)
- 2003: Federico Fellini – Mit den Augen der Anderen (TV-Dokumentation, BR)